# Noir de carbone
Ne doit pas être confondu avec Carbone noir.
Le noir de carbone, aussi appelé noir de fourneau, noir thermique, noir au tunnel, noir d'acétylène, ou autrefois noir de fumée ou noir de lampe, est une forme amorphe et élémentaire du carbone ; on le trouve dans les suies et sous forme de carbone colloïdal. C'est la forme de carbone élémentaire la plus répandue et utilisée. Il n'a pas d'odeur.
Le noir de carbone est massivement produit par l'industrie de la pétrochimie, par combustion incomplète d'hydrocarbures (ex. : produits pétroliers lourds comme le goudron de houille) ou d'huile végétale ; la capacité mondiale était de plus de 10 millions de tonnes en 2005. Les différents noirs de carbone se présentent sous forme de poudres constituées de particules sphériques de 10 à 500 nm, qui forment des agrégats de 100 à 800 nm ; ces agrégats peuvent former des agglomérats de 1 à 100 µm ou être transformés en granules de 0,1 à 1 mm.
Le noir de carbone est l'un des polluants de l'air quand il est émis par les pots d'échappement (des moteurs Diesel principalement) et par la combustion domestique ; à l'horizon 2020, dans la CEE, les petits appareils de chauffage des habitations deviendront la principale source d’émission de noir de carbone et produiront à peu près la moitié des émissions totales ; cette tendance pourrait s’accentuer si la combustion de la biomasse est préconisée comme mesure de protection du climat. L'usure des pneus sur les routes libère également du noir de carbone.
C'est peut-être un produit cancérigène.

## Nuances entre suie et noir de carbone
Pour des raisons historiques, le noir de carbone a d'abord été considéré comme une forme de suie, ce qu'il n'est plus ; d'ailleurs, les anglophones distinguent le carbon black (noir de carbone) et le black carbon (désignant plutôt la suie). Bien que tous deux soient obtenus par décomposition thermique ou par combustion partielle de matières contenant du carbone, la suie se distingue du noir de carbone de plusieurs façons :
- le noir de carbone, plus homogène et plus fin que la suie, présente des nodules dont la surface est plus lisse que les nodules trouvés dans la suie ; il est aujourd'hui produit en conditions contrôlées pour répondre aux besoins industriels ;
- la suie, souvent grasse, est plus épaisse et plus hétérogène que le noir de carbone ; elle est essentiellement un sous-produit indésirable formé par une combustion incomplète dans des conditions non contrôlées (ex. : fioul des moteurs Diesel, fumée de feux de bois et de charbon) ; elle contient des taux de goudrons, de cendres et d'impuretés plus élevés que le noir de carbone (jusqu'à 50 % voire plus, extractibles par solvant[6],[7],[8]).

## Fabrication

### Procédés

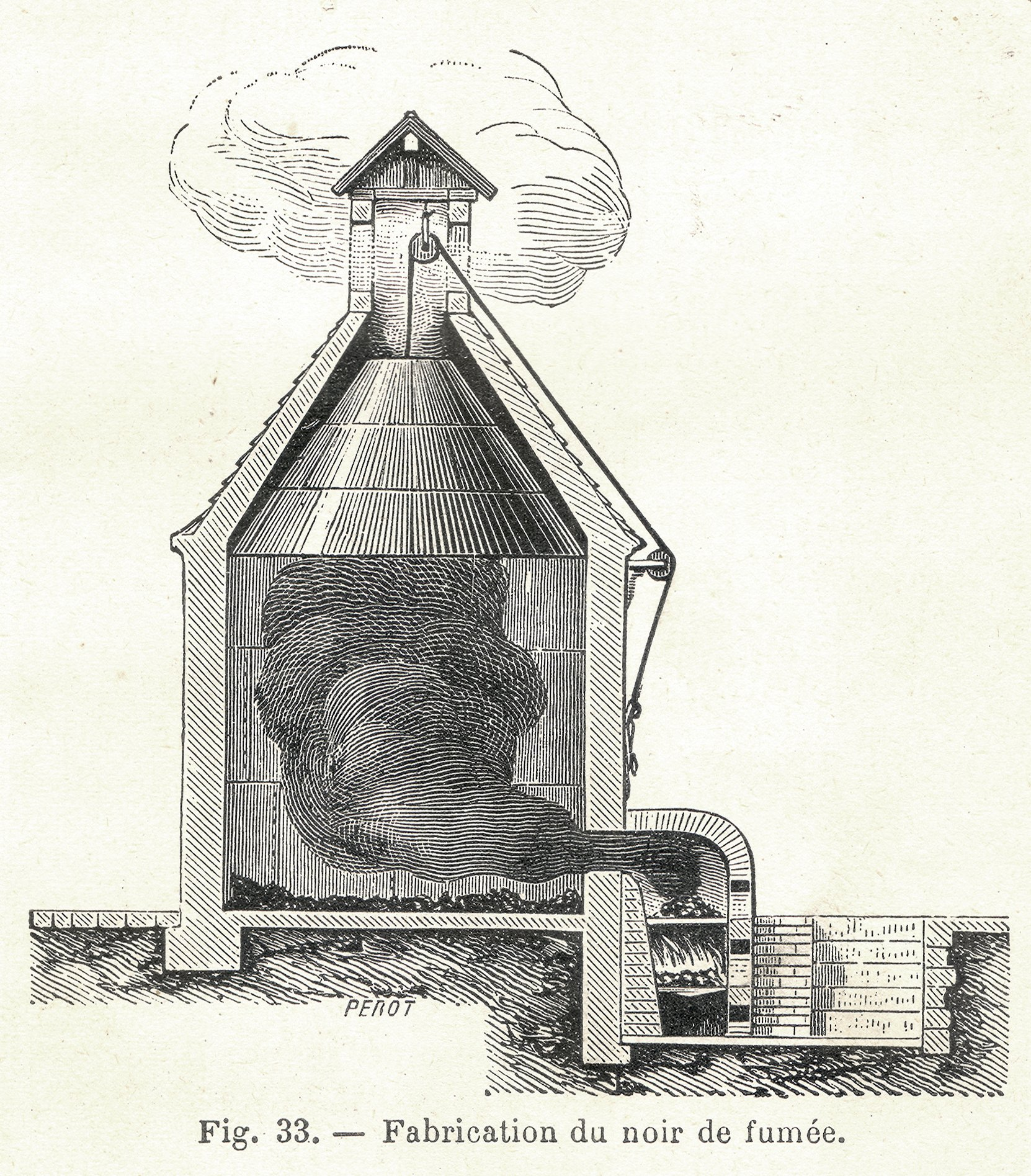
Fabrication industrielle du noir de fumée ; illustration tirée des Leçons élémentaires de chimie (B.Bussard, H.Dubois), 1906.

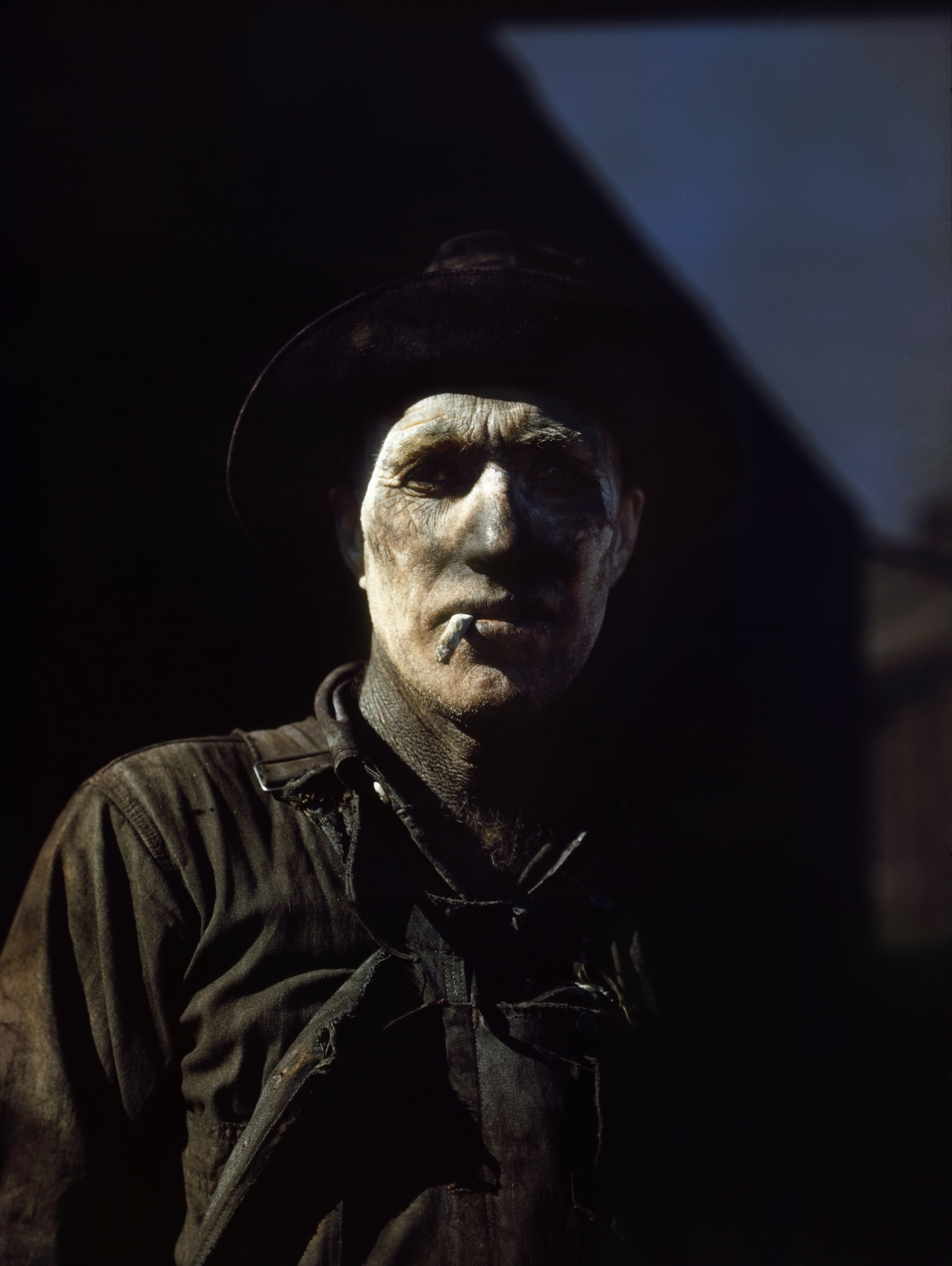
Ouvrier d'une usine produisant du noir de carbone (Texas, début des années 1940).

Les principaux processus industriel de fabrication sont :
1. la décomposition thermique (incluant la détonation)
  - de gaz naturel, produisant du noir thermique (thermal black) (particules de  150–500 nm de diamètre),
  - ou d'acétylène, produisant du noir d'acétylène (acetylene black) (particules de 35–70 nm de diamètre) ;
2. la combustion incomplète
  - d'hydrocarbures de goudron, produisant du noir de fumée (ou noir de lampe, ou lamp black) (particules de 50–100 nm de diamètre),
  - de gaz naturel, produisant du noir tunnel (channel black) (particules de 10–30 nm),
  - de gaz naturel ou d'huiles aromatiques, produisant du noir de fourneau (furnace black) (particules de 10–80 nm de diamètre).

Le procédé produisant du noir tunnel est le plus ancien ; les procédés produisant du noir thermique ou du noir de fourneau sont les plus utilisés aujourd'hui. Enfin, il existe un procédé plasma (plus récent).
Les noirs de carbone du commerce sont purs à 97-99 %, le reste étant constitué de traces de composés aromatiques, d'hydrogène, d'oxygène, d'azote et de soufre chimiquement liés au carbone.

### Impuretés et résidus
Les résidus aromatiques présents dans le noir de carbone sont des hydrocarbures aromatiques polycycliques (HAP) ; leur teneur est généralement inférieure à 1 000 ppm dans le noir de carbone de qualité industrielle ; ils sont souvent fortement liés au carbone et donc a priori peu solubles dans les liquides physiologiques.
Les analyses  ont mis en évidence les impuretés suivantes :
- Hydrocarbures aromatiques polycycliques (HAP)
  - Acénaphtène
  - Acénaphtylène
  - Anthanthrène
  - Anthracène
  - Benz[a]acénaphtylène
  - Benz[a]anthracène
  - Benzo[b]fluoranthène
  - Benzo[ghi]fluoranthène
  - Benzo[j]fluoranthène
  - Benzo[k]fluoranthène
  - Benzo[a]pyrène
  - Benzo[e]pyrène
  - Benzo[ghi]perylène
  - Chrysène
  - Coronène
  - 4H-Cyclopenta[def]phénanthrène
  - Cyclopenta[cd]pyrène
  - Dibenz[a,h]anthracène
  - Fluoranthène
  - Fluorène
  - Indeno[1,2,3-cd]pyrène
  - Naphtalène
  - Pérylène
  - Phénanthrène
  - Pyrène
- Dérivés nitrés
  - 1,3-Dinitropyrène
  - 1,6-Dinitropyrène
  - 1,8-Dinitropyrène
  - 9-Nitroanthracène
  - 3-Nitro-9-fluorénone
  - 1-Nitronaphtalène
  - 1-Nitropyrène
  - 1,3,6-Trinitropyrène
- Dérivés soufrés
  - Benzo[def]dibenzothiophène
  - Dibenzothiophène
  - Phénanthro[4,5-bcd]thiophène
  - Triphényleno[4,5-bcd]thiophène

## Utilisations
Plus de 35 types de noir de carbone de qualité différente sont commercialisés comme charge, essentiellement pour le caoutchouc, et environ 80 types différents sont vendus comme pigments ou pour des applications spéciales.
Le noir de carbone est utilisé comme pigment ou dans la fabrication des encres (encre de Chine, etc.) mais sert également de charge dans certains matériaux (caoutchouc pour les pneus) et dans certaines peintures, vernis, laques, plastiques, fibres, céramiques, émaux... Il a été très utilisé dans le papier carbone et les rubans noirs de machine à écrire, puis dans les poudres électrostatiques noires de photocopieuses (Toner).
Le noir de carbone est utilisé en laboratoire afin d'augmenter le point de fusion de certains produits en solution ; cette substance est fréquemment utilisée dans les opérations de purification, car absorbe les impuretés colorées dissoutes et fixe la matière en suspension, formant ainsi des agrégats d'impureté, facile à séparer par filtration.
Le noir de carbone est utilisé comme colorant alimentaire (E152), à ne pas confondre avec le charbon actif, d'origine végétale (carbo medicinalis vegetalis), utilisé dans l'industrie alimentaire sous le code E153.
Le noir de carbone est répertorié dans l'Inventaire européen des substances chimiques commerciales existantes (EINECS) sous le numéro 215-609-9.
Sa présence dans le sol ou des sédiments peut être source de coloration noire ou grise ou foncée. Elle est considérée comme indice et dépôts faisant suite à des incendies naturels ou anthropiques. On a récemment montré que dans certaines situations (sédiment marin oxygéné), jusqu'à plus de 60 % de ce carbone pouvait être lentement (millénaires) oxydé par l'oxygène dissous dans l'eau.
Il est utilisé pour améliorer les propriétés physiques (résistance aux ultraviolets) de certains polymères.

## Santé et environnement

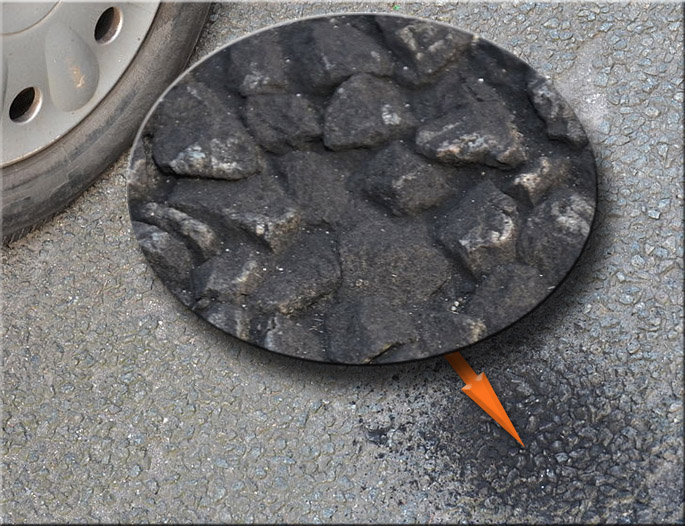
Dépôt sur le macadam d'un parking de particules constitué d'un mélange de suie et de noir de carbone, émis par un pot d'échappement, au démarrage à froid d'une voiture dont le moteur est mal réglé.

### Santé humaine
Le noir de carbone pose des problèmes sanitaires, notamment parce qu'inodore, et car « la « VEMP » (valeur d'exposition moyenne pondérée) de 3,5 mg/m3 peut facilement être atteinte en circulation routière
et en milieu de travail si des manipulations ou des opérations mécaniques génèrent un nuage de poudres ou de poussières. Cependant, la valeur de « DIVS » (Danger immédiat pour la vie ou la santé) de 1 750 mg/m3 (valeur qui représente 500 fois la VEMP) ne devrait pas être facilement atteinte en milieu de travail. De plus, étant potentiellement explosible, il n'y a pas seulement la VEMP et la valeur de DIVS qui doivent être considérées comme concentration dangereuse dans l'air en milieu de travail. En effet, il y a peu de données dans la documentation mais pour deux types de noir de carbone, la « LIE » (Limite inférieure d'explosivité) dans l'air est de 50 g/m3 (noir de fourneau) et 375 g/m3 (noir thermique) lorsque soumis à une source d'ignition hautement énergétique (> 1 kJ). Cette concentration représente plus de 50 000 fois la VEMP. Cependant, ce niveau de concentration et cette source d'ignition hautement énergétique sont rarement rencontrés en milieu de travail ».
Sa toxicité varie selon le diamètre et la quantité des particules en suspension dans l'air (l'inhalation est première voie de contamination) :
- les particules de moins de 1 µm (micromètre) peuvent pénétrer profondément dans les alvéoles pulmonaires ;
- les particules de 1 à 5 µm sont normalement interceptées par le mucus de la trachée et des bronches, mais pénètrent jusqu'aux bronchioles ;
- les particules de 5 à 30 µm sont généralement stoppées dans le nez et la gorge ou le pharynx ;
- les très grosses particules (> 30 µm) ne pénètrent que rarement les voies respiratoires supérieures.

Le noir de carbone est un irritant mécanique pour les yeux et les voies respiratoires. Chez le rat, en cas d'inhalation prolongée, il « entraînera une inflammation chronique et débalancera de façon irréversible la clairance pulmonaire provoquant une déposition de particules dans l'espace interstitiel des alvéoles » ; ces effets n'ont pas été observés chez d'autres espèces de laboratoire (souris, hamsters, cochons d'Inde et singes). Ce dernier serait moins toxique que les suies ; comme pour toute poussière inorganique inerte, ou peu toxique et peu soluble, les effets fréquemment rapportés sont la toux, le phlegme et la bronchite chronique, lors d'exposition à de fortes concentrations. Des problèmes dermatologiques (incrustation de particules dans la peau) ont été rapportées à la suite de l'exposition de peau non protégée au noir de fumée.
Le noir de carbone est considéré par le CIRC comme « peut-être cancérogène pour l'homme » (première évaluation publié en 1996, confirmée en 2006). Les études américaines et européennes, incluant des études de cas-témoins et de cohortes, contenaient des preuves faibles et des résultats contradictoires donc insuffisants chez l'homme. En laboratoire, seule le rat femelle s'y montre significativement plus sensible, avec « incidence accrue de tumeurs bénignes et malignes » (le dioxyde de titane et le talc non amiantiforme inhalé en forte quantité ont les mêmes effets). En injection sous-cutanée, un noir de carbone contenant des quantités détectables d'hydrocarbures aromatiques polycycliques (HAP) a induit des sarcomes au site d'injection, contrairement aux études faites sans HAP détectables. En 1996, l'American Conference of Governmental Industrial Hygienists (ACGIH) l'a désigné comme « non classifiable comme cancérogène pour l'homme ».
Les données épidémiologiques ou toxicologiques disponibles sont insuffisante pour évaluer un éventuel effet mutagène.
La ventilation (avec filtration si possible) ou le port d'un appareil de protection respiratoire (ex. : masque) permettent de réduire les risques pour la santé au travail. Le noir de carbone pourrait agir en synergie avec d'autres polluants comme l'ozone troposphérique.

### Contribution au réchauffement climatique

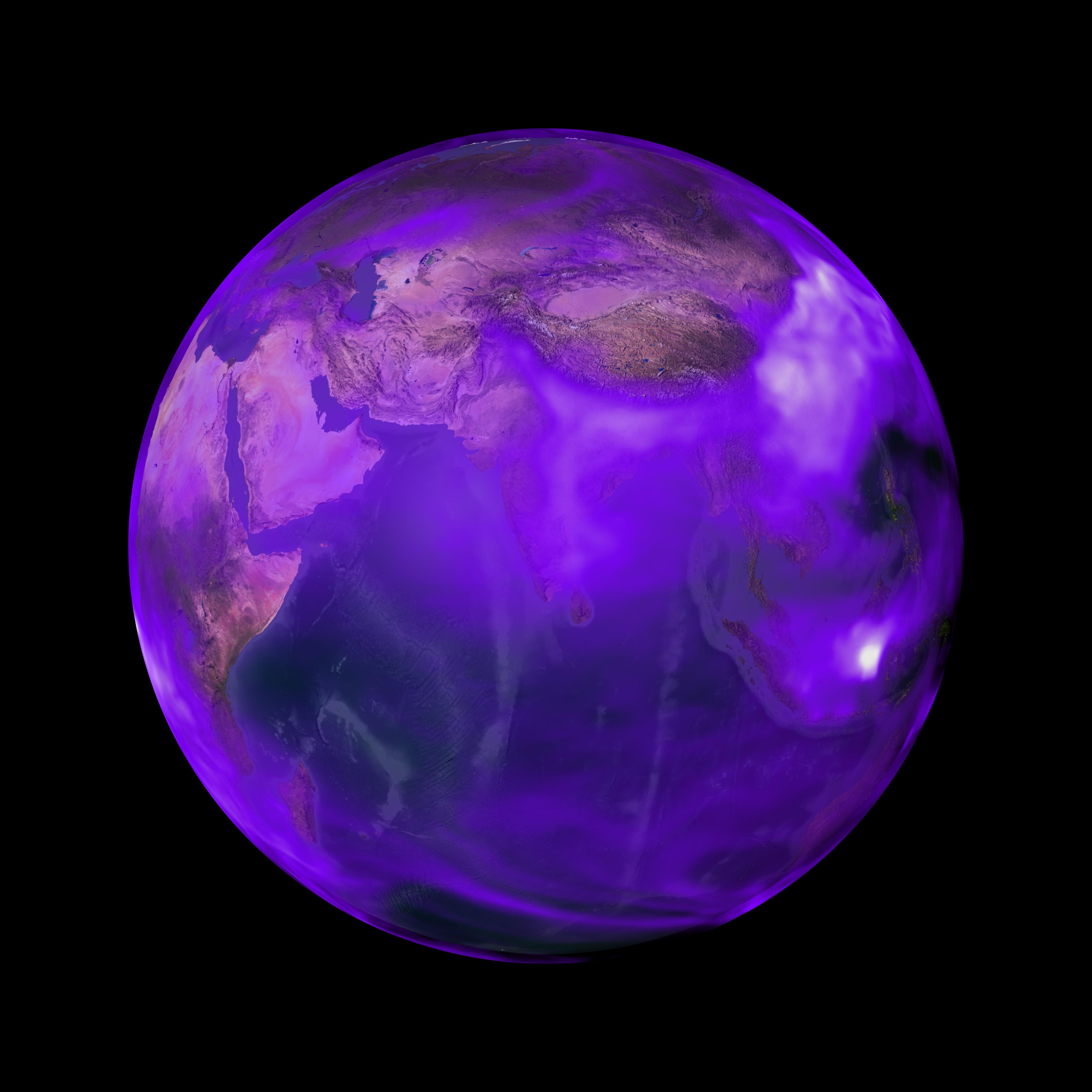
Cliché pris par la NASA en décembre 2009 montrant les particules de suie autour de la Terre.

Le noir de carbone (sous forme de suie) pourrait agir à la fois de façon directe et indirecte sur le climat ;
- directement, il pourrait être le deuxième responsable du réchauffement climatique après le dioxyde de carbone (CO2)[17],[18], mais son impact pourrait avoir été surestimé en raison de la présence conjointe de carbone brun[19][Quoi ?] qui peut fausser les mesures d'absorption de l'infrarouge ;
- indirectement, le procédé furnace pourrait être responsable de l'émission annuelle de plus de 25 millions de tonnes de CO2 (ainsi que d'autres polluants dont le CO, NOx, SH2), avec un rendement de production médiocre (30 % environ, car la majorité du carbone contenu dans la matière première sert à apporter, par combustion, l’énergie nécessaire au craquage de la fraction restante. De plus, la production est limitée par la température de réaction du procédé : quand on augmente la quantité d’oxygène dans le milieu, la température augmente et le rendement final chute, car l'excès d’oxygène produit une réaction de combustion complète de l’hydrocarbure, qui aboutit seulement à produire du CO2 et de l’eau[9]).

La durée de vie du noir de carbone dans l'air étant de l'ordre de quelques semaines, la réduction de ses émissions est peut-être la manière la plus rapide de ralentir le réchauffement climatique à court terme,,. Les pays développés ont commencé à réduire leurs émissions de noir de carbone depuis les années cinquante en adoptant des mesures antipollution. Aujourd'hui, la majorité du noir de carbone est issue des pays en développement et cela devrait s'accroitre. Les plus grands contributeurs sont l'Asie, l'Amérique latine et l'Afrique. La Chine et l'Inde sont responsables de 25 à 35 % des émissions mondiales. Les États-Unis émettent 6,1 % du noir de carbone mondial.
Une alternative étudiée est le procédé plasma (craquage thermique d’hydrocarbures par plasma, résumé par la formule CnHm + énergie électrique → n C + m/2 H2) ; ce procédé ne produit pas de CO2 et produit de l'hydrogène valorisable, mais il consomme de l'électricité. Il sera « propre », si la source d'électricité est écologique.

### Dose létale 50et concentration létale 50
Les données de 1996 sont :
- DL50 orale pour le rat : > 15,4 g·kg-1
- DL50 cutanée pour le lapin : > 3 g·kg-1

## Confusions possibles
Le noir de carbone est souvent confondu avec :
- le graphite naturel (natural graphite) [CAS : 7782-42-5],
- le graphite synthétique (synthetic graphite) [pas de CAS],
- la poudre de charbon de bois (charcoal powder) [CAS : 16291-96-6],
- les poussières de charbon (coal dust) [CAS : 53570-85-7],
- la poudre de charbon activé ou suractivé (activated charcoal) [CAS : 64365-11-3],
- le noir animal (bone black) [CAS : 8021-99-6],
- la suie (soot) [pas de CAS],
- le coke en poudre (coke powder) [CAS : 7440-44-0],
- le coke de pétrole calciné (calcined coke (petroleum)) [CAS : 64743-05-1].
- la neige noire (qui en contient cependant)

Les propriétés physicochimiques et toxicologiques de ces produits diffèrent de celles du noir de charbon pur.

## Divers
En 2019, des chercheurs ont proposé de s'inspirer des progrès faits pour le suivi du noir de carbone dans l'environnement pour suivre les microplastiques et leurs effets écologiques, car dans les deux cas il en existe de très nombreuses formes, plus ou moins dégradables ou biodégradables et se comportant différemment selon les contextes .